# 兰州海关站
兰州海关站是一个位于中华人民共和国甘肃省兰州市安宁区银滩路街道与孔家崖街道交界银安路与富强路交叉口地下，属于兰州轨道交通1号线的地铁车站，于2019年6月23日开通。

## 车站结构
兰州海关站沿银安路设置，为地下两层单柱双跨（部分双柱三跨）岛式站台车站，车站长242.05米，标准段宽19.6米，车站地下一层为站厅层，地下二层为站台层。
| 地面              | 出入口 | A-D出入口 |
| 地下一层          | 站厅   | 客服中心、自动售票机、验票机                                                                                            |
| 地下二层          | 站台层 | \| \| \| █ 1号线往陈官营（兰州城市学院（省科技馆）） \| \| 島式 · 開左邊车门 \| \| \| \| \| \| █ 1号线往东岗（马滩） \| |
|                   |        | █ 1号线往陈官营（兰州城市学院（省科技馆））                                                                             |
| 島式 · 開左邊车门 |        | |
|                   |        | █ 1号线往东岗（马滩）                                                                                                   |

## 车站出口
兰州海关站共设4个出口，各出口及周围设施如下所示：
| 编号                | 建议前往的目的地 | 照片 | 无障碍设施 |
| ------------------- | ---------------- | ---- | ---------- |
| A · 出口            | 万新南路东侧     |      | 不適用     |
| B · 出口            | 银安路北侧       |      | 不適用     |
| C · 出口            | 银安路南侧       |      | 不適用     |
| D · 出口 · （设有） | 银安路南侧       |      |            |
| 图例： 设有         |                  |      |            |

## 接驳交通

### 公交车
- 甘肃科技馆：46路、121路、167路
- 吴家湾：80路、88路、121路、156路内环、167路

## 车站历史
本站建设时期工程名为迎门滩站，开通前正式命名为兰州海关站。
- 2013年3月1日，车站开工。
- 2013年9月18日，车站主体结构封顶[5]。
- 2019年6月23日，车站随1号线一期工程通车开通[1]。